# トレジャーガウスト ガウストダイバー
トレジャーガウスト ガウストダイバーは2007年7月5日にバンダイナムコエンターテインメントから発売された、ニンテンドーDSの専用ソフトである。クリムゾンレッド・バージョンとディープブルー・バージョンの二種類に分かれており、トレジャーガウストシリーズの派生系である。
トレジャーガウスト特有の屋外探索と捕獲アクションに加え、玩具では表現出来なかった3Dでの格闘アクションが追加された。
本作の続編として「白」と「黒」のバージョンの発売も予定されていたが実現には至らず、エンディングテーマ「Diver」の歌詞にその要素が織り込まれている。

## あらすじ
人間界が磁霊界の大津波「ガウスハザード」によって崩壊しつつある中、主人公は、偶然「ガウストダイバーチップ」を手に入れる。
ガウストによるいたずらから世界を守る組織・GHC（ガウストハンターカンパニー）は、主人公のバトルに興味を抱き、特務ガウストダイバーとして採用する。
直後、人魚ガウスト・セイレーヌがGHCと主人公の通信に割り込む形で現れ、ガウストの子どもを託す。
その後主人公は、セイレーヌから託されたガウストの子どもとともに、「ガウストダイバーチップ」の開発者・ドクターレイとその娘・レナを探すという任務につく。

## 主題歌
エンディングテーマ「Diver」
- 歌：黒瀬佳子[2]/作詞・作曲：川元義徳[2]

楽曲制作者である川元義徳は、開発終盤にヴォーカルものにすることを思い立ち、2・3日で詩と曲を作ったうえで、当時バンダイナムコの社員だった黒瀬に歌を吹き込んでもらったと、2016年の『太鼓の達人』公式ブログの記事の中で振り返っている。
2016年に『太鼓の達人』に本楽曲を収録するにあたって歌詞やアレンジなどの再調整が行われ、既にバンダイナムコを去っていた黒瀬を呼んで収録が行われた。
なお、『太鼓の達人』のバージョンは、2018年に発売された「太鼓の達人 オリジナルサウンドトラック ベビーカステラ」にも収録されている。